# Erkrath
Erkrath är en stad i den tyska delstaten Nordrhein-Westfalen, och är belägen strax öster om Düsseldorf. Staden har cirka 44 000 invånare, på en yta av 27 kvadratkilometer, och är en del av storstadsområdet Rheinschiene.
Erkrath är bland annat känt för den närbelägna dalen Neandertal, på gränsen till Mettmann, där de första identifierade skelettdelarna av Neandertalmänniskan hittades.